# الصندوق الكويتي للتنمية الاقتصادية العربية

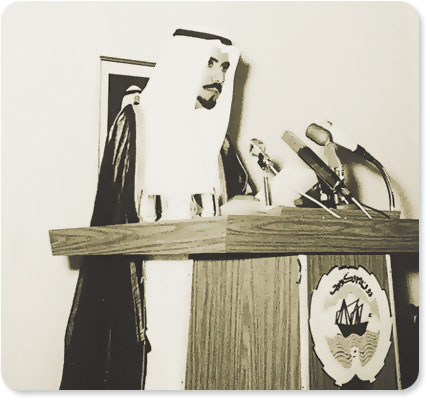
الشيخ جابر الأحمد الصباح أثناء إلقاء كلمة الافتتاح

الصندوق الكويتي للتنمية الاقتصادية العربية، هو صندوق مالي كويتي تأسس في 31 ديسمبر 1961 لتوفير وإدارة المساعدات المالية والتقنية للدول النامية، وقد كان تأسيسه في نفس العام الذي شهد استقلال الكويت في عهد الشيخ عبد الله السالم الصباح وهي مؤسسة مساعدات الأولى من نوعها لكونها منشأة من قبل دولة نامية. وقد أتى ذلك كرسالة من الشعب الكويتي تقول «بالرغم من أننا على موجة التغيير إلا أننا لن ننسى أصدقائنا المحتاجين». وفي 31 ديسمبر 1961 تم إنشاء الصندوق الكويتي للتنمية الاقتصادية العربية كمؤسسة كويتية وكانت عمليات الصندوق في بداية الأمر مقتصرة على الدول العربية وفقا لقانونها الأساسي، لكن في شهر يوليو 1974 امتد نشاط الصندوق ليشمل باقي دول العالم النامية وقد تمت زيادة رأس ماله ليصبح من 200 مليون دينار كويتي إلى 1000 مليون دينار كويتي،
وفي شهر مارس 1981 تمت مضاعفة رأس المال ليصبح 2000 مليون دينار كويتي وتم توسيع نطاق صلاحيات الصندوق ليشمل المشاركة في رأس مال وموارد المؤسسات التنموية وأسهم رأس مال بعض الشخصيات الاعتبارية. وفقا لقانون الصندوق كان رئيس مجلس الوزراء هو من يرأس مجلس إدارة الصندوق وقد فوض صلاحياته بهذا الخصوص إلى وزير المالية حتى أتى تعديل على القانون في عام 2003 تم فيه تحويل هذه السلطة إلى وزير الخارجية.

## هدف الصندوق
غرض الصندوق هو مساعدة الدول العربية والدول النامية الأخرى في تطوير اقتصادياتها.
أنواع أنشطة الصندوق
• تقديم القروض والضمانات
• تقديم المنح على سبيل المعونة الفنية، وتوفير أنواع المعونة الفنية الأخرى.
• الإسهام في رؤوس أموال مؤسسات التمويل الإنمائي الدولية والإقليمية وغيرها من المؤسسات الإنمائية وتمثيل دولة الكويت فيها.
نطاق عمليات الصندوق
تركزت عمليات الصندوق بشكل أساسي على قطاعات الزراعة والري والنقل والاتصالات والطاقة والصناعة والمياه والصرف الصحي ثم أضيفت إليها القطاعات الاجتماعات لتشمل العمليات الأبنية التعليمية والصحية.

## الجهات المستفيدة
يجوز للصندوق أن يقدم مساعداته إلى جهات متنوعة تشمل:
• الحكومات المركزية والإقليمية والمرافق العامة وغيرها من المؤسسات العامة.
• مؤسسات التنمية سواء منها الدولية أو الإقليمية أو المحلية وعلى الأخص مؤسسات التمويل الإنمائي.
• المؤسسات التي تضطلع بمشروعات مشتركة بين عدد من الدول النامية والمنشآت المختلطة والخاصة ذات الشخصية الاعتبارية والتي يكون لها طابع إنمائي ولا يقتصر هدفها على مجرد تحقيق الربح. ويشترط أن تكون هذه المنشآت تابعة لواحدة أو أكثر من الدول النامية وتتمتع بجنسيتها. (وفي الحالات التي لا يكون فيها المقترض هو الدولة المستفيدة من القرض، يتطلب الصندوق عادة عقد اتفاقية تضمن فيها تلك الدولة الوفاء بالتزامات المقترض وفقًا لاتفاقية القرض المعقودة معه)

## أنواع المساعدات
تتخذ مساعدات للصندوق أحد الأشكال التالية:
• القروض المباشرة والكفالات.
• التمويل الموازي أو المشترك مع مؤسسات التمويل الإنمائي الدولية أو التابعة لإحدى الدول.
• تقديم المنح لتمويل الدراسات الفنية والمالية والاقتصادية سواء تعلقت تلك الدراسات بمشروعات يسهم الصندوق في تمويلها أو غير ذلك. وتشمل هذه الدراسات مجالات مختلفة منها الأبحاث السابقة على الاستثمار والأبحاث الخاصة باستقصاء فرص الاستثمار والمشاريع ودراسات الجدوى وإعداد المشاريع للتنفيذ والدراسات القطاعية ونحو ذلك.
• تقديم المشورة الفنية فيما يتعلق بالجوانب الفنية والمالية والاقتصادية والقانونية للمشاريع أو البرامج أو سياسات الإنماء أو فيما يتعلق بتقديم المساعدات في مجال التنمية.
• المساهمة في رأس مال وموارد مؤسسات التنمية.
• المساهمة في رأس مال المؤسسات المؤهلة لذلك.
ولا يقدم الصندوق مساعدات مالية تستهدف دعم الميزانيات العامة
أو دعم موازين المدفوعات.
رئيس مجلس الإدارة
الشيخ د. محمد صباح السالم الصباح
أعضاء مجلس الإدارة
محمد سليمان السيد علي الرفاعي
راشد عبد العزيز الراشد
فهد عبد الله الخزام
خالد سليمان الجارالله
عصام محمد البحر
علي عبد الرحمن الرشيد البدر
فيصل عبد العزيز الزامل

## نشاط الصندوق

### تمويل المشاريع التنموية
يجب أن يكون المشروع مزودًا بدراسة جدوى فنية واقتصادية مفصلة، إلا إذا كان في أي من قطاعي التعليم والصحة. ويجب أن تؤكد الدراسة جدوى المشروع من خلال حساب للعائد الاقتصادي الداخلي مع تحليل لحساسية هذا العائد تجاه المتغيرات المتوقع
حدوثها. أما بالنسبة لمشاريع الصحة والتعليم فيكتفى بتقييم جدوى المشروع من خلال المعطيات الفنية والاجتماعية، بالإضافة إلى
ما يثبت الحاجة الماسّة للمشروع. ويجب أن تتضمن دراسات المشروع مكوناته الأساسية وتقديرات التكلفة بالعملات المحلية والأجنبية، بالإضافة إلى خطة التمويل المقترحة. ومن المستحسن إعداد دراسة الجدوى بموجب «متطلبات الصندوق الكويتي».

## وصلات خارجية
- الصندوق الكويتي للتنمية الاقتصادية العربية